# マウロ・フィオーレ
マウロ・フィオーレ（Mauro Fiore, 1964年 - ）は、イタリア系アメリカ人の撮影監督。

## 人物
コゼンツァ県マルツィで生まれる。1971年にアメリカ合衆国へ移住。大学時代はスティーヴン・スピルバーグ作品の撮影で知られるヤヌス・カミンスキーと交流があった。

## フィルモグラフィ
- Automaton (1986) - 撮影
- Drag (1993) - 撮影
- 沈黙の暗殺者 Dominion (1995) - 撮影
- ソルジャー・ボーイズ Soldier Boyz (1995) - 撮影
- シェイド An Occasional Hell (1996) - 撮影
- ターニング・ラブ Breaking Up (1997) - 撮影
- スーパーツインズ パパの恋人募集中! Billboard Dad (1998) - 撮影
- ロスト・ソウルズ Lost Souls (2000) - 撮影監督
- 追撃者 Get Carter (2000) - 撮影監督
- ドリヴン Driven (2001) - 撮影監督
- トレーニング デイ Training Day (2001) - 撮影監督
- 赤い部屋の恋人 The Center of the World (2001) - 撮影監督
- ティアーズ・オブ・ザ・サン Tears of the Sun (2003) - 撮影監督
- アイランド The Island (2005) - 撮影監督
- キングダム/見えざる敵The Kingdom  (2006) - 撮影監督
- スモーキン・エース/暗殺者がいっぱい Smokin' Aces (2007) - 撮影監督
- アバター Avatar (2009) - 撮影監督
- 特攻野郎Aチーム THE MOVIE The A-Team (2010) - 撮影監督
- リアル・スティール Real Steel (2011) - 撮影監督
- ランナーランナー Runner Runner (2014) - 撮影監督
- イコライザー The Equalizer (2014) - 撮影監督
- サウスポー Southpaw (2015) - 撮影監督
- マグニフィセント・セブン The Magnificent Seven (2016) - 撮影監督
- X-MEN:ダーク・フェニックス Dark Phoenix (2019) - 撮影監督
- モスル あるSWAT部隊の戦い Mosul (2019) - 撮影
- インフィニット 無限の記憶 Infinite (2021) -撮影
- スパイダーマン:ノー・ウェイ・ホーム Spider-Man: No Way Home (2021) -撮影
- マダム・ウェブ Madame Web (2024) -撮影

## 賞歴
アバター (2009年)
- 受賞：アカデミー賞撮影賞
- ノミネート：英国アカデミー賞撮影賞
- 受賞：クリティクス・チョイス・アワード撮影賞
- ノミネート：オンライン映画批評家協会賞撮影賞
- 受賞：フェニックス映画批評家協会賞撮影賞
- 受賞：フロリダ映画批評家協会賞撮影賞
- ノミネート：シカゴ映画批評家協会賞撮影賞
- ノミネート：ヒューストン映画批評家協会賞撮影賞
- ノミネート：全米撮影監督協会賞